# Batalha de Castelfidardo
A batalha de Castelfidardo, em 18 de setembro de 1860, foi uma batalha entre os exércitos do Reino da Sardenha e o dos Estados Pontifícios. A batalha terminou em vitória para o Piemonte, os sobreviventes das tropas papais se barricaram na cidade fortificada de Ancona sendo finalmente derrotadas pela tropas da Sardenha, após um longo cerco. Uma conseqüência direta da vitória foi a anexação das regiões centrais da Italia, Marcas (Marche) e Úmbria, ao Reino da Sardenha. 
A batalha de Castelfidardo é frequentemente considerada como o episódio final do Risorgimento italiano, com efeito somente depois foi possível anunciar o nascimento do Reino de Itália, em 17 de março de 1861.

## As causas do conflito

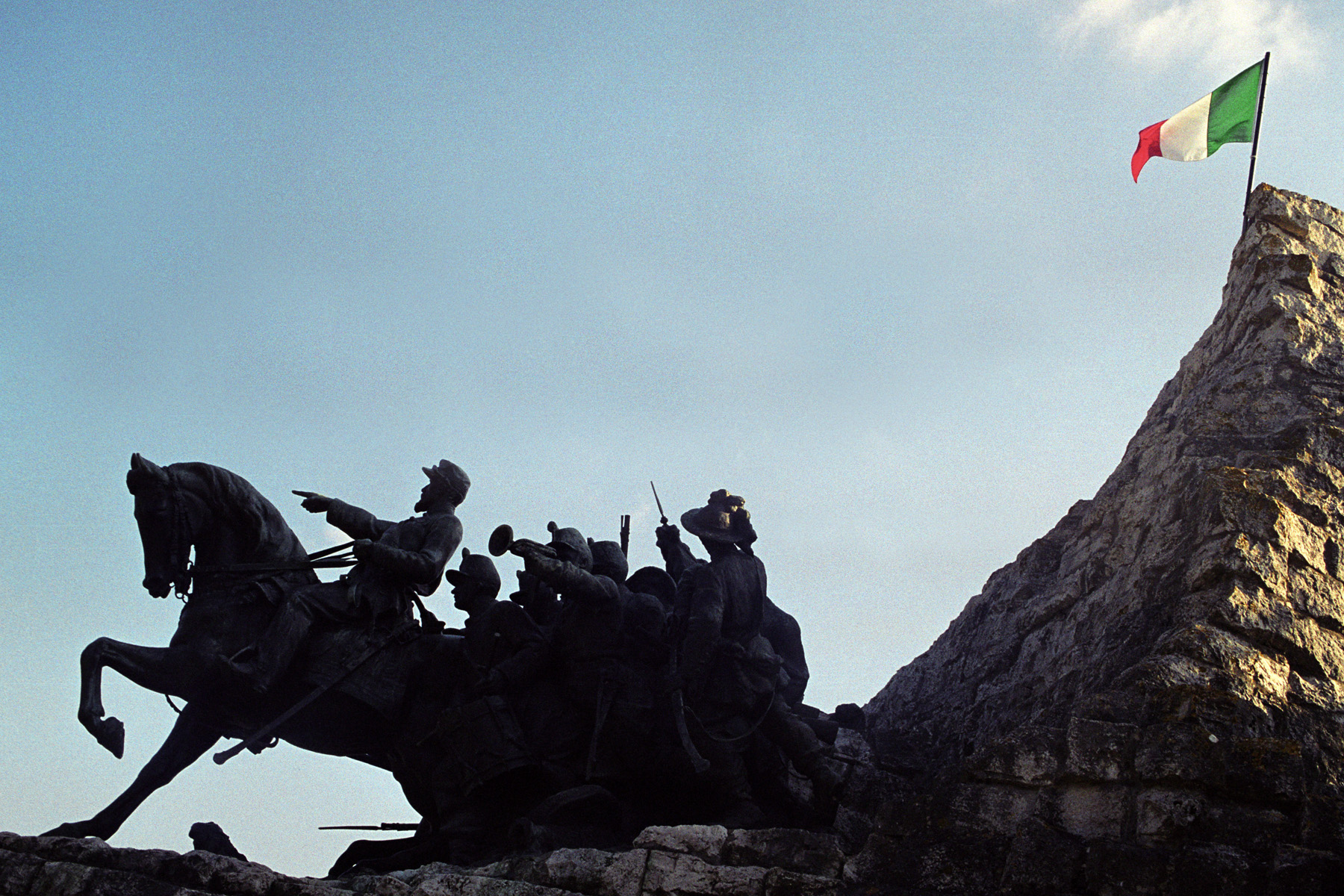
Monumento comemorativo da batalha

O Reino da Sardenha, com a segunda guerra de Independência italiana, tinha anexado à Lombardia. Nos meses seguintes, como resultado de plebiscitos, também a Emilia-Romagna e a Toscana passaram a fazer parte dos domínios de  Vítor Emanuel II, no entanto as regiões Sul da Itália estavam separados do norte pela  presença dos Estados Pontifícios no centro da Itália. Vítor Emanuel II decidiu intervir com a anexação militar de Marcas e Umbria, ainda nas mãos do papa. O objetivo da conquista das duas regiões centrais era, portanto de unir o norte e o sul da Itália, deixando somente a região do Lácio como Estado Papal.
Com a vitória de Castelfidardo e a tomada posterior de Ancona, o reinado de Vittorio Emanuele II pode incluir Marche e Úmbria. 
Em 3 de outubro, desembarcou no porto de Ancona o rei Vittorio Emanuele II saudado por uma cidade em festa, decorado com centenas de bandeiras tricolores. A multidão reunida nas ruas sentiu a historicidade do momento, que foi decisiva para a construção da unificação da Itália. Na cidade, o rei recebeu os representantes das diferentes províncias de Marche e Umbria, que exigiu a anexação. 
A anexação dessas regiões foi essencial para combinar em uma única entidade territorial as terras tomadas por Giuseppe Garibaldi e aquelas após a segunda guerra de Independência. A batalha de Castelfidardo permitiu que, pouco tempo depois, fosse solenemente proclamado o nascimento do Reino da Itália em 17 de março de 1861.